# Anaglyf
Anaglyf-billeder eller -film er en 3D-teknik, hvor motivet er beregnet på at blive set gennem en brille med to filtre i hver sin farve. Derved opfatter hvert øje kun et af de to billeder, der er kombineret i motivet.
Det ene billede, som er taget mest fra venstre bliver kun vist med røde farver, mens det andet taget længere til højre, kun bliver vist i blå/grønne (cyan) farver. Når man herefter tager et par specielle briller på med rødt venstreglas og cyan højreglas, ser venstre øje kun det venstre billede og højre øje kun det højre billede. Resultatet er, at hjernen genererer et samlet billede med dybde i, som vi kender det fra virkeligheden.
Samme virkning kan opnås med polaroid-briller, hvor der i stedet for farver bruges filtre med hver sin polariseringsretning, eller via elektroniske briller med LCD-teknik, men disse teknikker hører ikke ind under betegnelsen anaglyf.
3D-film beregnet på at blive vist i biografen med to projektorer, der hver har et polaroidfilter på linsen, må på tv vises i en rød/grøn-anaglyf-kopi og ses gennem tilsvarende rød/grønne-briller, da man ikke kan styre polariseringsretningen af lyset fra en tv-skærm.